# ژان دوازدهم
پاپ ژان دوازدهم (به انگلیسی: John XII) یکی از پاپ‌های کلیسای کاتولیک رم بود که از ۹۵۵ تا ۹۶۴ میلادی پاپ بود.